# Stöckey
Stöckey is een dorp en voormalige gemeente in de Landkreis Eichsfeld in het noorden van Thüringen in Duitsland. Het dorp maakt sinds 1 december 2011 onderdeel uit van de nieuwe landgemeente Sonnenstein.
Stöckey is een van oorsprong Hoogduits sprekende plaats, en ligt aan de Uerdinger Linie.